# تورستن اوهريل
تورستن اوهريل (بالألمانية: Torsten Oehrl)‏ (7 يناير 1986 في ألمانيا - ) هو لاعب كرة قدم ألماني في مركز الهجوم. شارك مع منتخب ألمانيا لكرة القدم تحت 18 سنة ومنتخب ألمانيا تحت 19 سنة لكرة القدم. أما مع النوادي، فقد لعب مع آينتراخت براونشفايغ وغرويتر فورت وفورتونا دوسلدورف وفيردر بريمن وفيهين فيسبادن وكيكرز أوفنباخ ونادي آوغسبورغ وEintracht Braunschweig II ‏ وفيردر بريمن 2 ‏.

## وصلات خارجية
- تورستن اوهريل على موقع قاعدة بيانات كرة القدم.إي يو (الإنجليزية)
- تورستن اوهريل على موقع بيانات كرة القدم. دي إي (الألمانية)
- تورستن اوهريل على موقع Soccerbase.com (لاعب) (الإنجليزية)
- تورستن اوهريل على موقع Soccerway.com (الإنجليزية)
- تورستن اوهريل على موقع عالم كرة القدم.نت (الإنجليزية)
- تورستن اوهريل على موقع AS.com (الإسبانية)